# أب باريك (أبرومند)
أب باریك (بالفارسية: آب‌باریک) هي قرية تقع في إيران في قسم أبرومند الريفي. يقدر عدد سكانها بـ 198 نسمة .